# Cardiff City F.C.
Cardiff City Football Club (valižansko: Clwb Pêl-droed Dinas Caerdydd) je valižanski nogometni klub iz glavnega mesta Cardiff. Ustanovljen je bil leta 1899 in aktualno igra v Premier League, 1. angleški nogometni ligi. 
Vidnejši uspehi Cardiff Cityja so: 1 naslov prvaka in 4 naslovi podprvaka 2. angleške lige, 1 naslov prvaka in 2 naslova podprvaka 3. angleške lige, 1 naslov prvaka in 2 naslova podprvaka FA Pokala, 22 naslovov prvaka in 6 naslovov podprvaka valižanskega Pokala, 1 naslov prvaka FA Charity Shield Pokala, 1 naslov podprvaka EFL Pokala in 1 naslov prvaka ter 2 naslova podprvaka FAW Premier Pokala. Vidnejših evropskih rezultatov še nima. 
Domači stadion Cardiff Cityja je Cardiff City Stadium, ki sprejme 33.280 gledalcev. Barvi dresov sta modra in bela. Nadimek nogometašev je The Bluebirds ("Drozgi").

## Rivalstvo
Rivala Cardiffa sta Swansea, s katerim ima Derbi Južnega Walesa in Bristol, s katerim ima Derbi Severnsidea